# Vasil Kakovin

a Compétitions nationales et continentales officielles uniquement.

b Matchs officiels uniquement.
Dernière mise à jour le 21 avril 2025.
Vasil Kakovin (en géorgien : ვასილ კაკოვინ), né le 1er décembre 1989 à Tchiatoura (Union soviétique, aujourd'hui en Géorgie), est un joueur international géorgien de rugby à XV jouant au poste de pilier gauche au Black Lion depuis 2024.

## Biographie

### Carrière en club
Vasil Kakovin joue en club avec le Stade toulousain de 2012 à 2018. Il possède déjà une solide réputation, venu de ses années passées au CA Brive. Malgré son jeune âge, il passe en effet pour l'un des meilleurs spécialistes du Top 14 en mêlée fermée. Sa première moitié de saison à Toulouse est pourtant perturbée par une opération aux adducteurs, avant que, peu à peu, l'international géorgien retrouve son rythme de croisière.
Solide en conquête, très présent dans le jeu, il se fait rapidement une place dans le groupe. Il ira jusqu'à commencer les phases finales de la saison 2012-2013 en tant que titulaire.
Malheureusement pour lui, la suite est moins heureuse : victime de deux graves blessures lors des deux saisons suivantes, ses apparitions se raréfient. Ainsi, en 2014-2015, il ne participe qu'à 13 rencontres, toutes compétitions confondues. Rétabli au printemps, il se révèle un peu juste pour prendre part aux phases finales.  
Le 16 juin 2017, le Racing 92 annonce qu'il rejoint le club à partir de la saison 2017-2018.
En 2020, il quitte le Racing 92 pour rejoindre le club voisin du Stade français Paris.

### Carrière en équipe nationale
Vasil Kakovin honore sa première sélection avec l'équipe de Géorgie le 14 novembre 2008 contre l'équipe d'Écosse.
Il fait partie de la liste des trente joueurs retenus pour la Coupe du monde 2011 annoncée par Richie Dixon le 22 août 2011.
Cependant, Kakovin n'est pas retenu pour jouer la Coupe du monde 2015.

## Statistiques en équipe nationale
- 25 sélections en équipe de Géorgie.
- 1 essai, cinq points.
- Sélections par année : 1 en 2008, 4 en 2009, 3 en 2010, 7 en 2011, 3 en 2012, 4 en 2013, 2 en ?, 1 en 2016.
- En Coupe du monde :
  - 2011 : 2 sélections (Roumanie, Argentine).

## Palmarès
- Finaliste de la Coupe d'Europe en 2018 avec le Racing 92.
- Vainqueur de la Rugby Europe Super Cup en 2024 avec le Black Lion.